# 안티오키아주

안티오키아 주

안티오키아주(스페인어: Departamento de Antioquia)는 콜롬비아 북서부에 위치한 주이다. 주도는 메데인이며 면적은 63,612km2, 인구는 6,299,886명(2013년 기준), 인구 밀도는 99명/km2이다. 1826년에 신설되었으며 9개 현과 125개 지방 자치체를 관할한다. 북쪽으로는 코르도바 주와 카리브해, 서쪽으로는 초코주, 동쪽으로는 볼리바르주와 산탄데르주, 보야카주, 남쪽으로는 칼다스주, 리사랄다주와 접한다.

주기
주 문장

## 인구
| 연도    | 인구      | ±%     |
| ------- | --------- | ------ |
| 1905    | 673,270   | —      |
| 1912    | 735,470   | +9.2%  |
| 1918    | 832,200   | +13.2% |
| 1928    | 1,011,000 | +21.5% |
| 1938    | 1,188,587 | +17.6% |
| 1951    | 1,540,652 | +29.6% |
| 1964    | 2,477,299 | +60.8% |
| 1973    | 2,965,116 | +19.7% |
| 1985    | 4,067,664 | +37.2% |
| 1993    | 4,919,619 | +20.9% |
| 2005    | 5,696,183 | +15.8% |
| 2018    | 6,407,102 | +12.5% |
| Source: |           |        |